# Gueures

Gueures este o comună în departamentul Seine-Maritime, Franța. În anul 2009 avea o populație de 503 de locuitori.